# Сурена
Сурена (Міхран?) (лат. Surena) (бл.80 — 53) — представник сакської династії Сурена, відомий як політичний та військовий діяч Парфії часів царя Орода II перед усім блискучою перемогою у битві біля Карр над більш як втричі кількісно переважаючим римським військом, яка з того часу стала академічним прикладом у європейській військовій науці.
Найінформативнішим джерелом щодо Сурени наразі залишаються «Порівняльні життєписи» Плутарха, а саме розділ, присвячений Крассу. Отже, з опису Плутарха ми можемо побачити наступне:
- Сурена був представником цієї сакської династії при дворі парфянського царя та мав спадкове право на церемоніальне коронування чергового царя царів з династії Аршакідів;
- Ород II посів парфянський трон завдяки підтримці та активній участі саків (як і його попередник Санатрук);
- Сурена очолював облогу та штурм Селевкії у 54 до н. е.;
- на час битви біля Карр йому не було й 30-ти років.

Не викликає подиву знайомство Сурени з грецькою мовою та культурою, яке, за Плутархом, він продемонстрував під час свого «тріумфу» в Селевкії. Наразі відомо, що багато його близьких родичів мали грецькі імена й донедавна вважалися так званими індо-грецькими династами.
Після перемоги біля Карр та гротескного тріумфу у Селевкії Сурену «незабаром» було вбито Ородом II, який «заздрив його славі».
Слід зауважити, що з цими подіями у часі збігається нова тимчасова політична стабілізація серед сакських правителів від Арахозії та Дрангіани до Гандхари. Вони об'єднуються під владою «царя царів» Аза Великого, початок правління якого переважно датують 58/57 до н. е., й, вельми імовірно, декларують свою незалежність від Парфії титулатурою «великий цар, цар царів Великий Айяса» (брахмі. maharajasa rajarajasa mahatasa Ayasa) чи цар царів Великий Аз (грец. βασιλεως βασιλεων μεγαλου Αζου).

### Суренав джерелах
Плутарх. «Порівняльні життєписи», Красс.

| «21. … цар, ймовірно, злякався небезпеки та тримався осторонь, чекаючи подальшого, а Сурену послав уперед, аби випробувати ворога та сплутати його наміри. Сурена ж був людиною надзвичайною: за статком, шляхетністю роду та славою він стояв зразу за царем, звитягою ж та здібностями своїми був найперший серед парфян свого часу, окрім того не мав рівних ані в зрості, ані у красі. Подорожував він з власними тисячею навантажених припасами верблюдів, двомастами підводами гарему, в супроводі тисячі латних вершників та близько десяти тисяч васалів та челяді. За походженням він мав спадкове право вперше коронувати царя діадемою, коли той посідав трон. Того ж Гірода, коли той був вигнанцем, він повернув на царство та захопив для нього Селевкію Велику, першим вдершись на мури та власноруч перемагаючи ворога. І хоча в той час йому ще не виповнилося й тридцяти років, він славився розсудливістю та щирістю… 24. … Сам Сурена, однак, був найвищим і найгарнішим з усіх, хоча його жіноча краса не відповідала його мужності, бо був він одягнений за звичаями мідян, розфарбувавши обличчя та з розчесаним по обидва боки волоссям… 33. … Незабаром Гірод, заздрячі його славі, вбив Сурену…» |